# عبد المجيد المحجوب
عبد المجيد المحجوب هو عالم تونسي شغل منصب المدير العام للهيئة العربية للطاقة الذرية في الفترة (2009 - 2017).